# Никанчикова, Диана Ивановна
Диана Ивановна Никанчикова (род. 1937) — советская и белорусская спортсменка и тренер по фехтованию; Мастер спорта СССР международного класса, Заслуженный тренер Белорусской ССР (1990).

## Биография
Родилась 24 ноября 1937 года в Минске, девичья фамилия Ясюкевич.
Во время Великой Отечественной войны мать с сестрой Дианы остались в Минске, а она с бабушкой эвакуировались в Башкирию. В 1945 году они вернулись в Минск.
Окончила Витебский техникум физической культуры в 1955 году и Белорусский государственный институт физической культуры (ныне Белорусский государственный университет физической культуры) в 1959 году. Здесь занималась фехтованием у известных тренеров — Анатолия Козловского, Юрия Дексбаха, Александра Овсянкина. Затем тренировалась у Германа Бокуна. Выступала за ДСО «Динамо».
Трёхкратная чемпионка мира в командном зачёте (1961, 1963, 1966). Победительница Кубка СССР (1966). Многократная чемпионка и призёр чемпионатов СССР в командном и личном зачётах, а также многократная чемпионка Белорусской ССР. Серебряная медалистка турнира Соцстран (1963).
После окончания спортивной карьеры, занялась тренерской деятельностью. В 1968—1995 годах работала тренером минских РШИСП, СДЮШОР «Красное знамя» и РШВСМ. В числе её учеников — Е. Жуковская, Т. Дронь, Т. Клещунова, Т. Грамс, Е. Ситько, Г. Солдатова, Е. Монахова, В. Счестнович.
Была замужем за шпажистом Алексеем Никанчиковым, в 1965 году у них родился сын Владимир, который также серьёзно занимался фехтованием, был чемпионом СССР в командном зачёте (1986).